# Geyria belutschistana
Geyria belutschistana is een insect uit de familie van de mierenleeuwen (Myrmeleontidae), die tot de orde netvleugeligen (Neuroptera) behoort. 
Geyria belutschistana is voor het eerst wetenschappelijk beschreven door Hölzel in 1968.